# Külaoru
Külaoru (Duits: Külläoro) is een plaats in de Estlandse gemeente Võru vald, provincie Võrumaa. De plaats telt 87 inwoners (2021) en heeft de status van dorp (Estisch: küla).
Tot in oktober 2017 hoorde Külaoru bij de gemeente Vastseliina. In die maand werd Vastseliina bij de gemeente Võru vald gevoegd.
Het dorp ligt ten noorden van de vlek Vastseliina.

## Kerk van Vastseliina
De (lutherse) kerk van Vastseliina, de Katariina kirik (kerk van Sint-Catharina) ligt op het grondgebied van Külaoru. De eerste kerk van Vastseliina werd in 1651 in hout gebouwd bij de burcht van Vastseliina. De kerk werd met de burcht door Russische troepen vernield in 1702 tijdens de Grote Noordse Oorlog (1700-1721). De ruïnes van de burcht liggen in het dorp Vana-Vastseliina. In de jaren 1720-1725 werd een nieuwe houten kerk gebouwd op de huidige plaats. In 1772 was deze kerk al bouwvallig geworden en werd ze vervangen door een stenen kerk. In de jaren 1899-1901 werd deze kerk sterk uitgebreid. Daarbij kreeg ze ook het altaarstuk, dat de opstanding van Christus weergeeft. In 1911 kreeg de kerk een nieuw orgel, gebouwd door de gebroeders Kriisa uit Kokõmäe. De pastorie dateert uit 1800.

## Duits kerkhof
Op het grondgebied van Külaoru ligt ook een Duits kerkhof, waar leden van de familie von Liphart, de eigenaars van het landgoed Neuhausen (Vastseliina), begraven liggen. De kapel van het kerkhof dateert uit de tweede helft van de 18e eeuw en is een cultuurmonument.

## Foto's

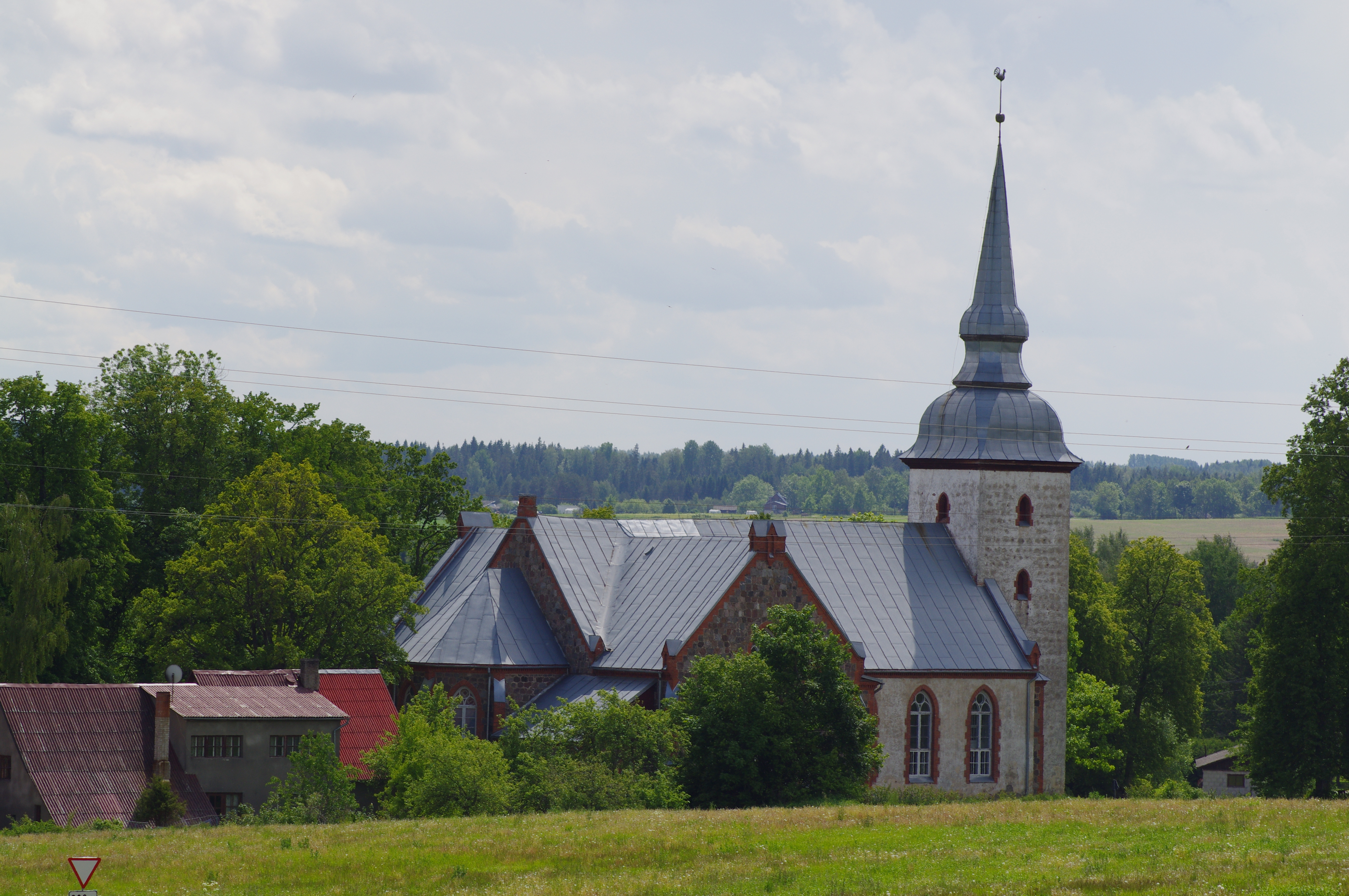
Kerk
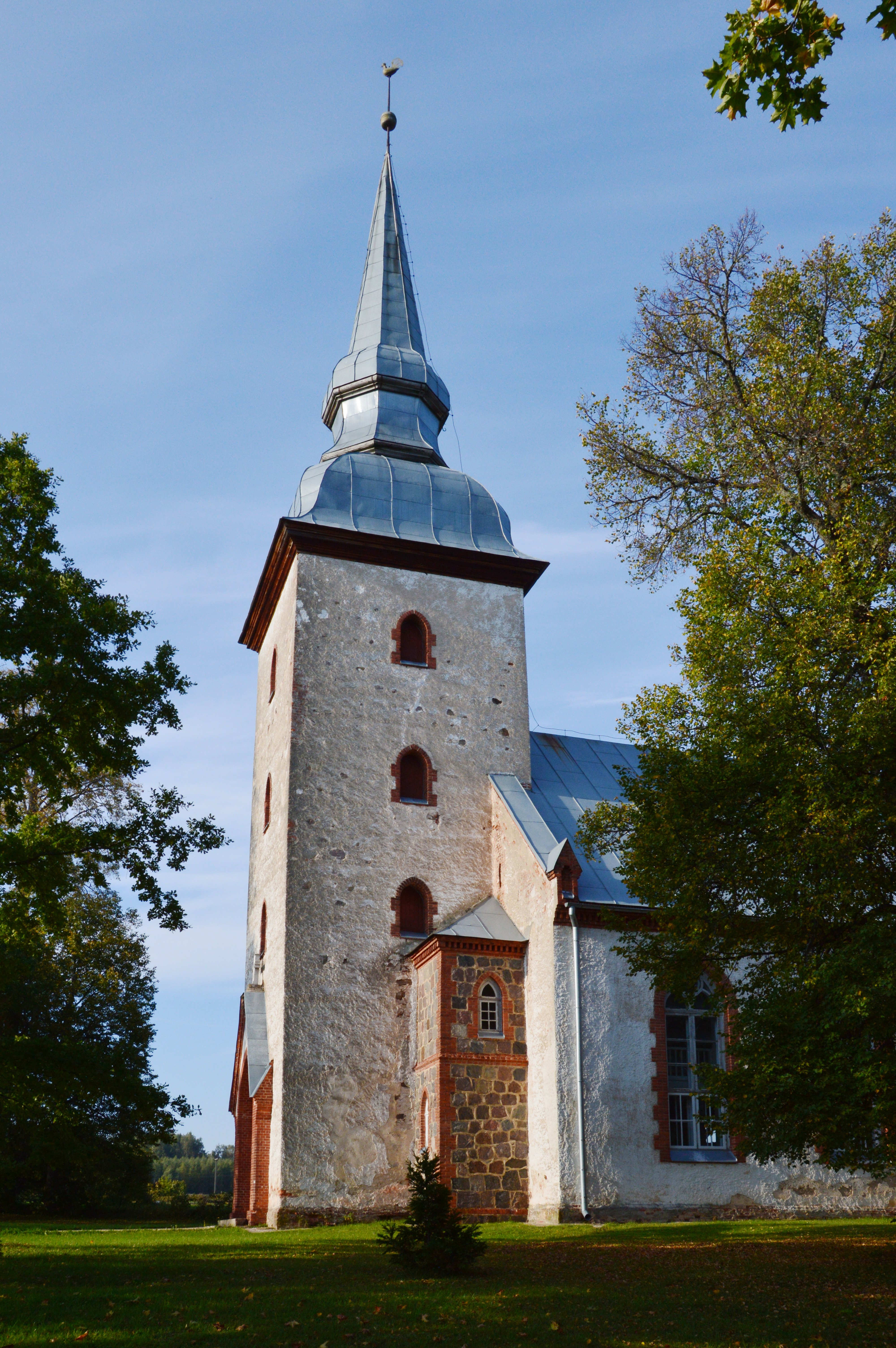
De toren
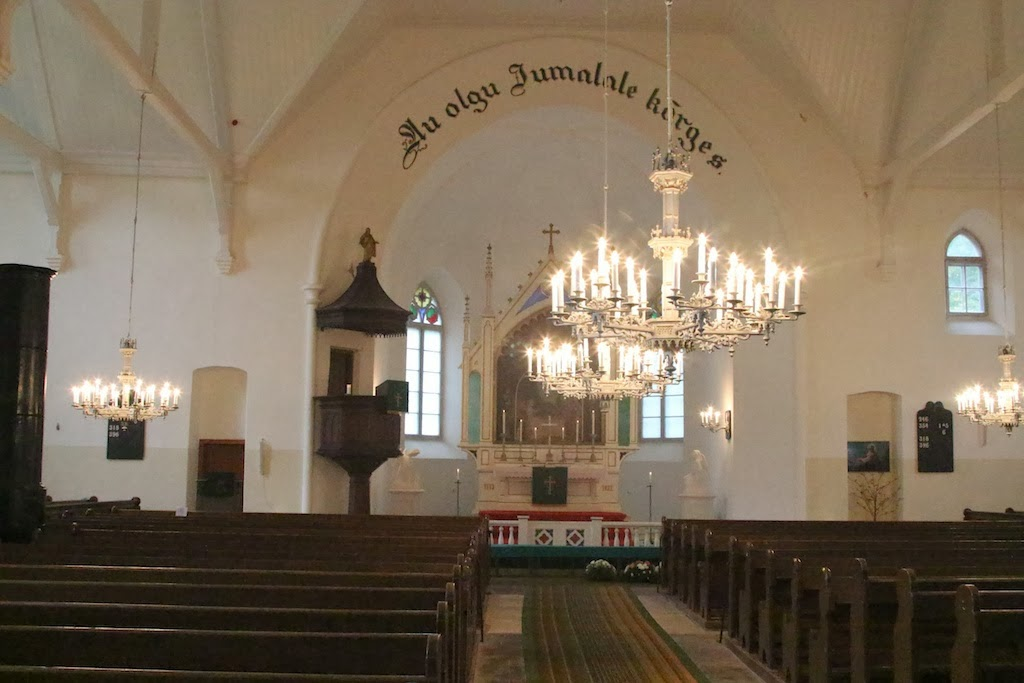
Interieur
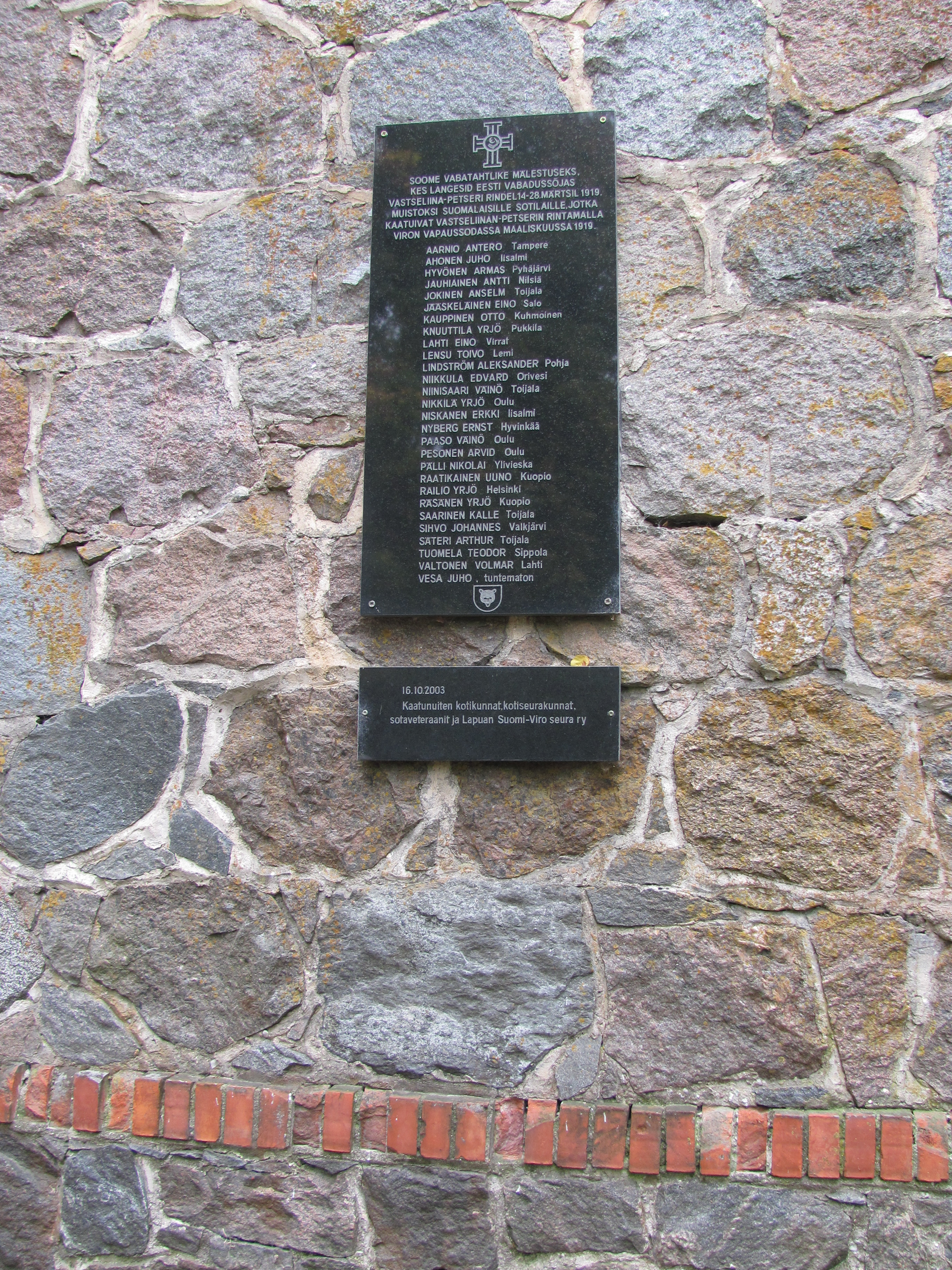
Gedenkplaat aan de buitenmuur
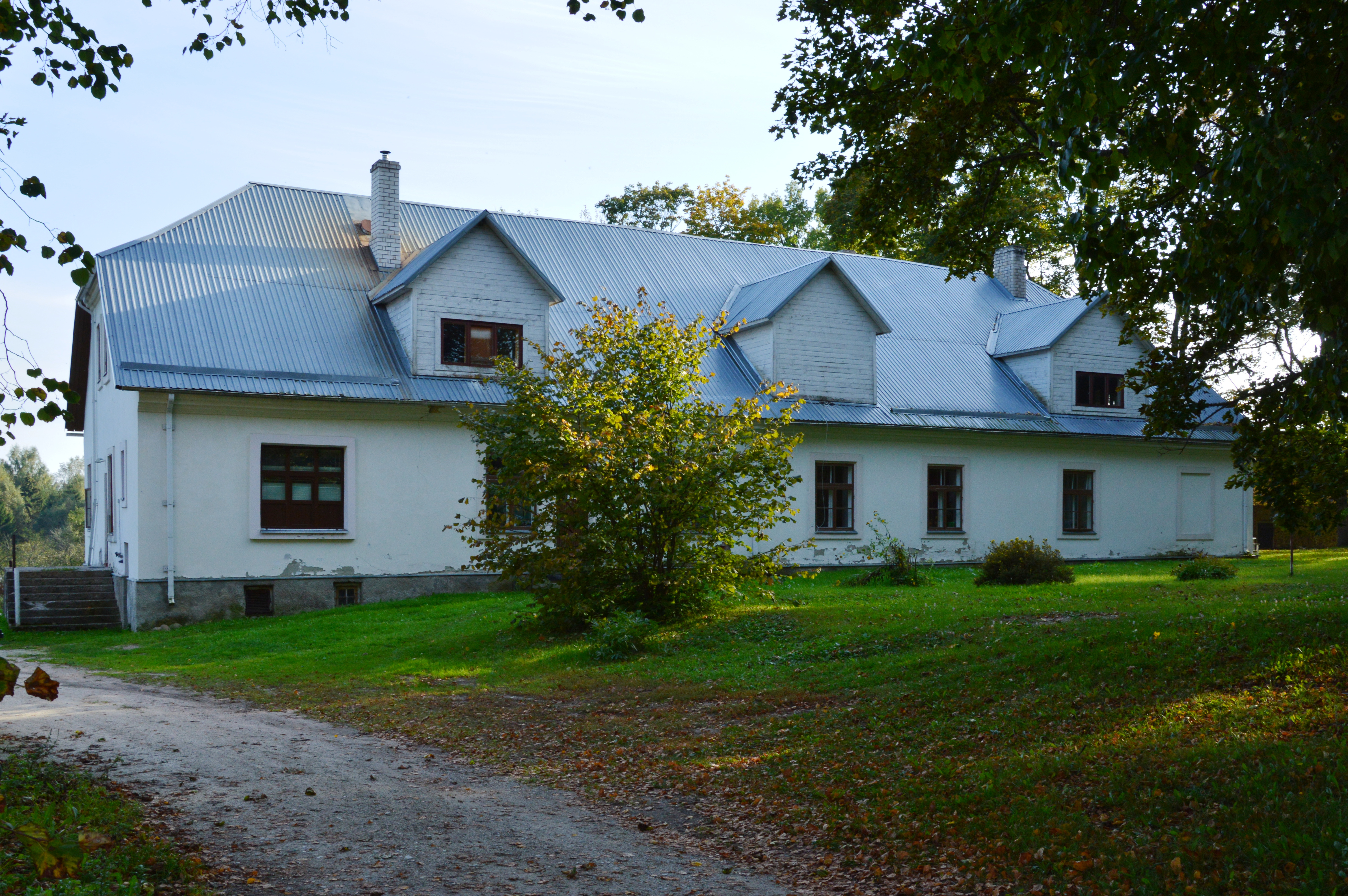
De pastorie
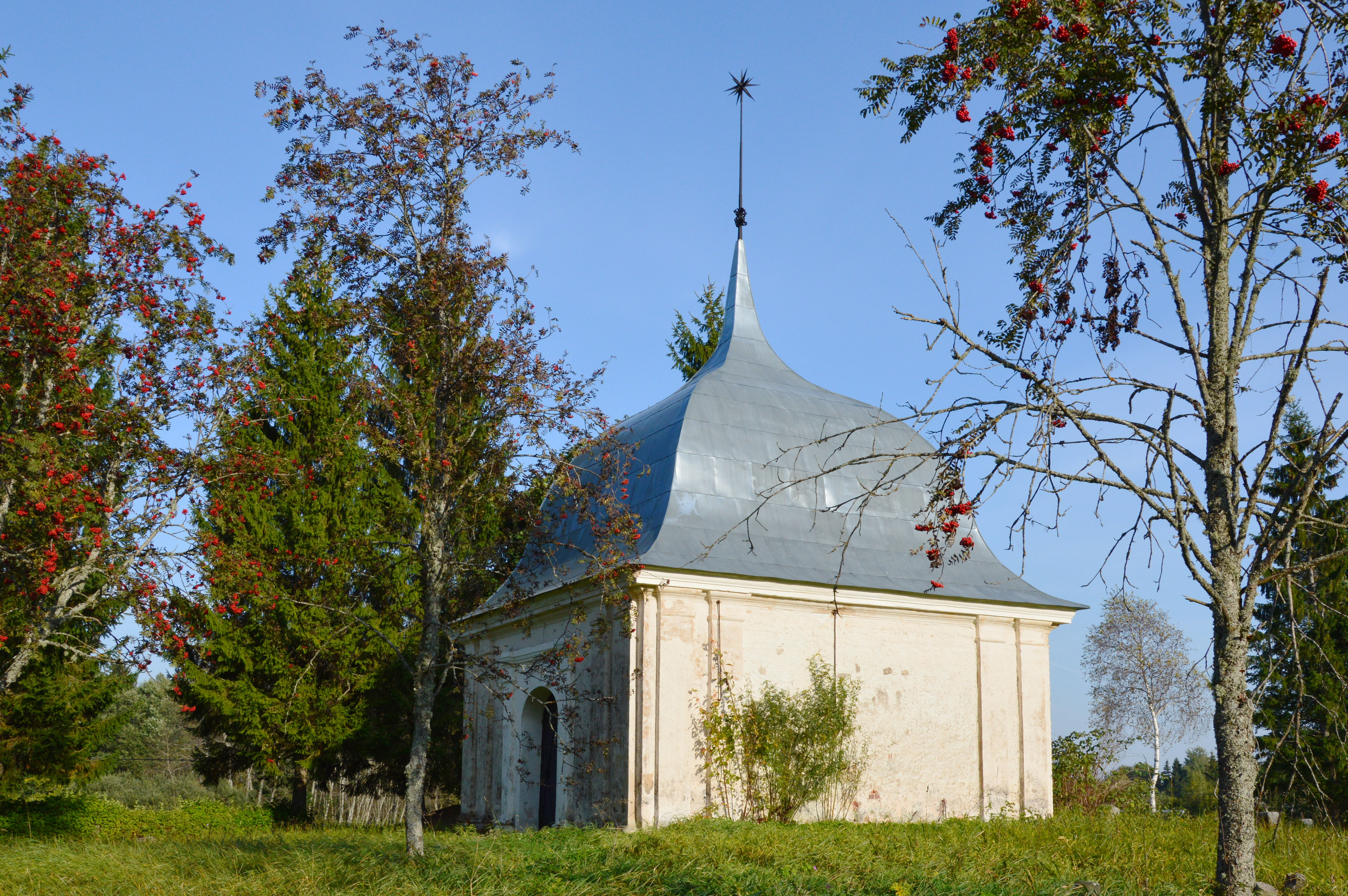
Kapel op het Duitse kerkhof